# Casa Beccaria (Pavia)
Casa Beccaria è un palazzo di Pavia, in Lombardia.

## Storia e descrizione
Nel XII secolo la famiglia dei Beccaria era già potente; nel secolo seguente con Zanone, capitano del popolo (1267) e capo dei ghibellini pavesi, e con altri, assunse a grande notorietà, divenne un forte consorzio gentilizio, che sostenne lunghe e aspre lotte contro i Langosco, conti palatini e di Lomello, per conquistare la signoria di Pavia. Sconfitti, i Beccaria lasciare Pavia nel 1295 ma ritornarono nel 1315, appoggiati dai Visconti. Rimasero signori fino al 1357, poi perdettero definitivamente il dominio della città, che fu assoggettata da Galeazzo II Visconti. Il casato si divise nel corso dei secoli in diversi rami, che assunsero varie denominazioni dai nomi dei rispettivi feudi. Dall’antica famiglia è uscito il beato Francesco, dell’ordine dei frati minori. Corrado e Ottone furono vescovi di Pavia, Filippo vescovo di Scutari e Giacomo cardinale sotto papa Innocenzo III; Silvestro, capitano della milizia urbana, fu decurione e così pure il figlio Gaspare Antonio, giurista. Tra i secoli XIV e XVI diversi membri della famiglia furono nominati podestà di Alessandria, Milano, Voghera e Novara. Un ramo della famiglia si stanziò a Milano e da esso nacque Cesare Beccaria, figura di primo piano dell’illuminismo italiano. I Beccaria, come altre consorterie pavesi, era proprietari di diversi palazzi e case all’interno delle mura. L’edificio sorse tra il XII e il XIII secolo, ma fu profondamente rimaneggiato nel XV secolo; ha una pianta quadrata e presenta un cortile porticato su tre lati con capitelli a foglia liscia, una tipologia particolarmente diffusa nei palazzi lombardi del XV secolo. Sotto il porticato di destra, in parte nascosti dall’intonaco, si trovano gli avanzi del portico romanico (ora murato), retto da colonne cilindriche molto spesse. Anche all’esterno, soprattutto lungo il prospetto affacciato su via Morazzone, si trovano resti di murature e aperture risalenti ai secoli XII e XIII. Nella facciata le tracce degli stipiti di un portale marmoreo, rimosso nell’Ottocento, lasciano intravedere la decorazione rinascimentale a candelabre. All’interno l’edificio è stato quasi radicalmente trasformato: si conservano ancora alcuni soffitti lignei a cassettoni e, in una sala  del primo piano, si conservano affreschi quattrocenteschi (attribuibili forse a Vincenzo Foppa). Dei tre lati porticati del cortile, due risalgono alla fine del Quattrocento, e presentano eleganti decorazioni in cotto di gusto rinascimentale, mentre il terzo lato, ad archi ribassati, fu aggiunto nel Cinquecento. In origine, l’ala meridionale del portico, era sdoppiata grazie all’inserimento al primo piano di un loggiato, sempre quattrocentesco, le cui tracce emergono dall’intonaco.

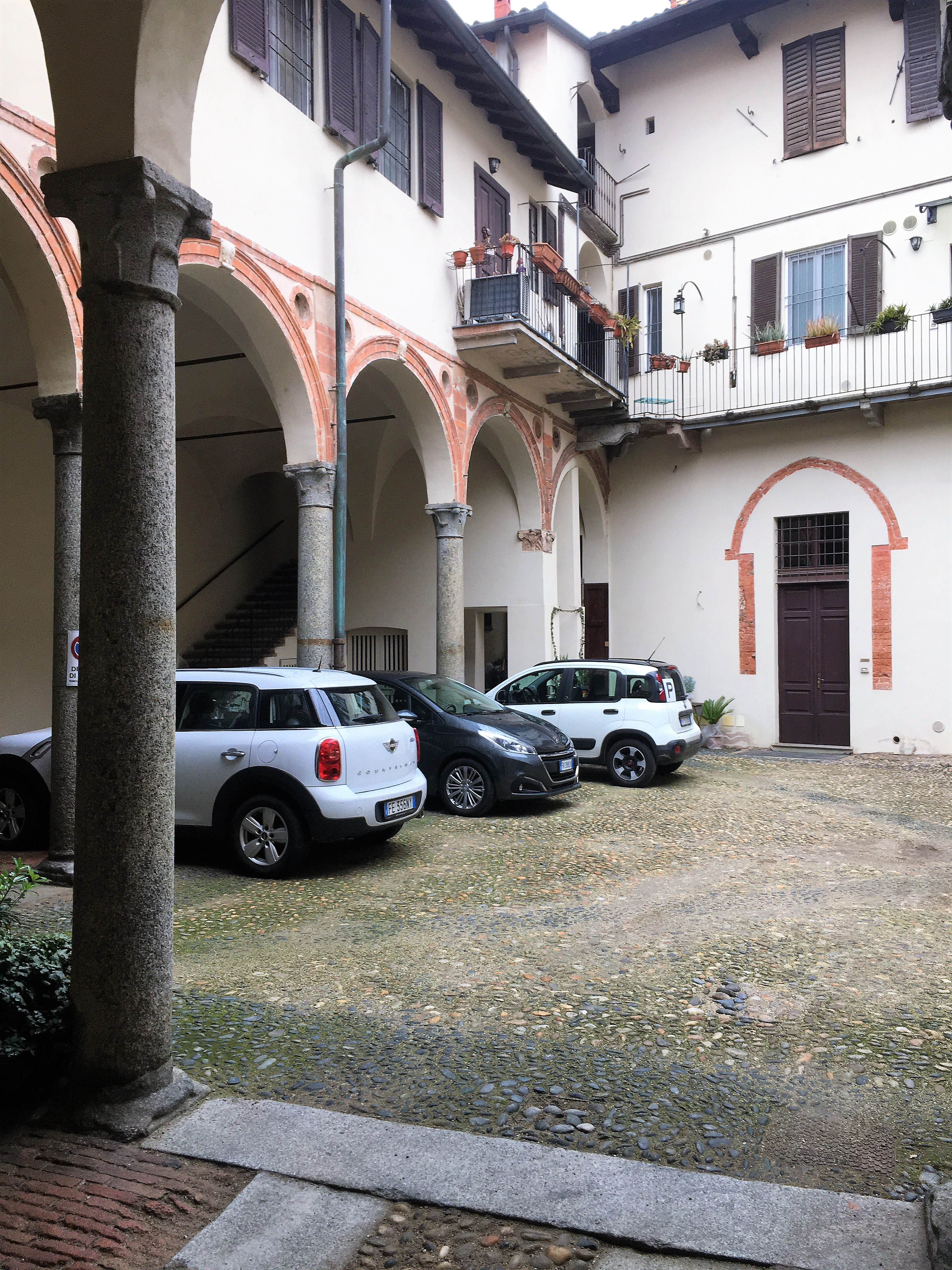
Il cortile